# 怪談餐館
《怪談餐廳》（日语：怪談レストラン），是日本兒童文學的系列作品，由童心社出版。以恐怖為題材的單元劇。相關的同名電視動畫及真人版電影、遊戲軟體詳細請見條目內的描述。
自第1冊1996年出版的，至2007年出版的共50冊。在2009年9月時販賣數量已經累積超過700萬本。在童心社網站上則是以介紹這部作品。
2010年8月21日，怪談餐館劇場版分別採取動畫和真人版演出形式正式上映，於2011年1月28日發行劇場版DVD。

## 劇情模式
怪談餐館，顧名思義便是吃飯的地方，但這個餐館所賣給客人的並不是一般的料理，而是一個又一個的恐怖故事。怪談餐館每一集都會推出三個故事，分別是『前菜；主菜；甜點』。但是前菜、主菜、甜點並沒有關聯性，所以等於一個單元劇中又出現三個小單元。也就是說，觀眾每次拜訪餐館時所享用的料理並不用吃的，而是視聽饗宴所組成的餐點。每次動畫開頭，幽靈經理格爾森都會親切的招待觀眾，讓觀眾彷彿置身真的餐館當中，品嘗戰慄的恐懼。
　　前菜：三個故事中的第一個故事。而前菜通常也是三種菜色中──最普通的。前菜的故事大多是由主角群演出，不管是主線還是支線都是由主角群擔任。例如：劇中翔上廁所遇到惡鬼，然後逃跑；劇中翔說了一個廁所的鬼故事，而這個故事裡逃跑的男孩依然是翔所演出，然後更換名字和服裝。亦有同主菜改編自各種傳說故事和國外恐怖故事的內容。
　　主菜：三個故事中的第二個故事，同時也佔了整集最多的時間。主菜的故事大致分為懸疑、傳聞、驚悚、溫馨。懸疑便是預留想像空間給觀眾思考的結局故事；傳聞則是改編各種傳說故事，這些故事有些是日本地方的著名傳聞、有些是他人的親身經歷、有些是國外的恐怖故事；驚悚則是一些題材內容較為毛骨悚然的故事內容，但是這類型的通常不多；溫馨則是常見於主菜的題材，通常都是靈異事件可結局美好的那類型。另外，主菜依然維持著與前菜相同的特性，也就是所有故事都由主角群所演出。
　　甜點：三個故事中的第三個故事，也是三道菜當中最恐怖的。甜點以主角三人組舉行百物語活動作起始，所描述的通常都是極為短篇的小故事，也是因為如此，很快便會出現一些驚悚畫面。通常在甜點故事中的角色下場通常都不是很好。死亡、消失只是基本的而已，更恐怖的是無法想像的未來。但其實大多數的甜點不過是利用音樂搭配畫面的小把戲。僅有少部分甜點故事由主角群演出。

## 主要人類角色
大空 亞子（聲：白石涼子；台灣：林美秀）
動畫版的主角，深紅髮色與戴著眼鏡為其特徵。個性溫和善良，喜愛空想，立志當小說家。由於她的名字和日文「豆餡あんこ」的發音很相近，因此其他人經常在劇中以「豆餡（小圓）」暱稱她。在故事開始時希望平凡的生活有所改變，但自從翔轉入她的班級後，開始和翔與麗子經歷許多奇異事件（動畫第10話中，甚至與翔聯手在夢中處裡奇異事件）。當她摘下眼鏡的時候，性格也會變得更加勇敢。此外，本身似乎抽獎運勢很強，經常在參加抽獎活動時抽到頭彩，但往往會伴隨奇異現象的到來，有幾集還是她抽中頭獎後引發的事件。 
家人有雙親與弟弟，還有隻寵物臘腸犬。祖父母則是住在鄉下，有個叔叔遠遊印度時，遭狼群攻擊身故。於動畫16話前菜的結尾顯示出喜歡甲本翔。
甲本 翔（聲：優希比呂；台灣：何志威）
動畫初章轉來亞子班上的轉學生，特徵是金色的短髮和碧色雙眼。其父親在英國工作，家裡蒐藏著世界各地的奇異故事。個性理智冷靜，頗受班上女生歡迎，興趣是蒐集奇異故事和觀星，習慣在採訪奇異地點的時候，隨手攜帶V8記錄探險的過程。由於其對世界上的奇異習俗和靈異知識的研究知識相當豐富，因此在劇中時常幫助朋友化險為夷。而且從他口中訴說的怪談，多半都是外國的奇異故事居多。
初期在轉來班上的時候坐在亞子的旁邊，後來因為老師要求亞子帶領翔認識山櫻鎮，翔在好奇心的驅使下，要求亞子與他到怪談餐廳探險，結果兩人意外發現怪談餐廳是個靈異現象頻傳的地方。之後便經常以探索奇異傳聞為由，帶著亞子陪伴他進行奇異事件的調查工作。
是主角三人當中，在夢境裡經歷最多奇異事件的人，還曾經與亞子聯手在夢中解決奇異事件。動畫第11話的「甜品」時段中，也提及本人有時會在睡夢中靈魂出竅。曾因為靈魂出竅的距離太遠，使得靈魂差點回不到身體裡，後因冥冥力量推向他的背，讓他的靈魂回到體內，但隔天背上卻留下了一枚掌印。
佐久間 麗子（聲：淺野真澄；台灣：雷碧文）
班上的班長，蓄著深紫色長髮是其特徵。不相信奇異現象，認為奇異現象與奇談只是「無稽之談」，但真正遇到奇異現象時則另當別論。隨著劇情進展，時常發生本人宣稱不相信奇異現象，卻執意與翔和亞子參與奇異冒險的情況。
據麗子所說，自從她的兄長在三年前至海邊遊玩時溺水身亡後，她便走遍有靈異傳聞的地方並嘗試各種方式，試圖和亡兄再度相會，但因無法如願見到亡兄，從此不再相信奇異現象的存在。雙親亦因為其兄長的溺水事故，和麗子的關係趨於疏離。後來察覺亞子的身上存在兄長的影子，轉而開始留意亞子的行動。在動畫版尾聲光顧幽靈經理格爾森經營的怪談餐館後，藉著格爾森的協助，實現和亡兄再度聯繫的心願，從而解開當年的心結。

## 出場妖怪
妖怪賈爾森 / 幽靈服務生 / 闇服務生（聲：平田廣明（日本）；何志威（臺灣））
小說版、動畫版及真人版登場，怪談餐館的經理兼侍者，作為劇情開頭介紹者和妖怪服務生向觀眾介紹劇集內容大綱。動畫版平常是以二頭身的幽靈服務生姿態登場，化為原形闇服務生時則是臉色蒼白的黑衣男子，提供怪談料理的同時，也會承接已過世的對象委託和生者連繫。在動畫版第23集接受玲子的兄長委託，幫助陰陽兩隔的兄妹倆再度聯繫。
真人版電影尾聲將原本控制怪談餐館妖怪們的惡魔收服為己用。
一目連（聲：島田敏（日本）；蔣鐵城（台灣））
貓妖（聲：島田敏（日本）；蔣鐵城（台灣））
幽靈小姐（聲：櫻井千尋（日本）；吳貴竹（台灣））
河童（聲：一龍斎貞友（日本）；吳貴竹（台灣））
死神（聲：渡邊久美子（日本）；雷碧文（台灣））
機器金次郎（聲：高木涉（日本）；蔣鐵城（台灣））
阿菊人偶（聲：興梠里美（日本）； 吳貴竹（台灣））
發條婆婆（聲：三輪勝惠（日本）；雷碧文（台灣））
火球男孩（聲：關智一（日本）；蔣鐵城（台灣））
貘（聲：山口勝平（日本）；蔣鐵城（台灣））
詛咒巫女（聲：大谷育江（日本）；雷碧文（台灣））
詛咒稻草人（聲：西村千奈美（日本）；吳貴竹（台灣））
閻魔大王（聲：飯塚昭三（日本）；周學禮（台灣））

## 動畫版其他角色
山櫻小學
石本 美知子（聲：豐嶋真千子（日本）；林美秀（台灣））
班上的導師。個性溫和開明，在大學時期有數次遇過奇異事件的經驗。
水窪 遊馬（聲：川原慶久（日本）；蔣鐵城（台灣））
亞子的同學，班上的孩子王。喜歡惡作劇，常常找翔的碴，其實很膽小。遭遇恐怖事件的頻率僅次於亞子、翔、麗子。某次因為將水瓶丟向山櫻神社的神木，導致自己被靈體神隱了段時間，為了懺悔而協助打掃神社才返回現世。之後更在和亞子作社會探勘作業時誤闖鬼域，倆人逃離該處後躲在柊木叢逃過一劫（因柊木具備避邪驅魔之效）。 
此外，他曾經在山櫻神社主辦過試膽大會，結果該次活動除了自己、拓馬、亞子、文太、翔、麗子以外，其他參與的同班同學都先逃跑了。
拓馬（聲：菅沼久義（日本）；何志威（台灣））
亞子的同學。有點像是遊馬的小弟，總是跟在他後頭。
第四話在遊馬因遭到神隱而失蹤時，著急得快哭了。姓氏不明。
木本 芳雄（聲：宮田幸季（日本）；吳貴竹（台灣））
亞子的同學。個性較軟弱，是遊馬欺負的對象。不喜歡魚和鮮奶，結果每次午餐打飯都被遊馬故意加很多。有養一隻叫做多多的三色貓。某次為了躲避遊馬和拓馬向學校請病假，結果多多化作他的模樣，到學校將遊馬和拓馬教訓了一頓，引起班上的騷動。事後亞子和翔趁著放學後探望芳雄，但本人對學校的騷動完全不知情。
小和田 馬里（聲：矢島悠子（日本）；吳貴竹（台灣））
亞子的同學。個性活潑，對翔抱持著興趣。
好奇心旺盛故和玲子不同喜愛靈異事件。動畫第12集裡多了個妹妹。另外她因為放學後進行占卜時不慎打破規矩，被低等獸靈附身一段時間。
宇井留景子（聲：雪野五月（日本）；吳貴竹（台灣））
動畫第22話登場，短暫駐留亞子班級實習兩週的年輕實習教師。雖然本人不自覺，但經常發生其分身出現在學生面前的現象，後來在結束實習當天離開教室時，和自己的分身在走廊相遇而昏倒送醫，此後狀況不明。
大空家
大空 文太（聲：大浦冬華（日本）；雷碧文（台灣））
亞子的弟弟，個性活潑天真，擅長圍棋的男孩。時常在陪同家人出遊的時候，遇見靈體或險遭靈體攻擊。前世名叫久兵衛藤藏，生於災荒時代的農家，因為營養不良而在六歲那年早夭，後來在仙人的引領下投生大空家。動畫第18話中抵達前世的故鄉，與前世的父母重逢後，前世的雙親圓了與藤藏（文太）重逢的心願，而渡化到藤藏去過的花田（仙境）裡。但是文太經歷此事後，卻將事情經過與前世記憶忘得一乾二淨。
大空 浩二（聲：伊藤健太郎（日本）；蔣鐵城（台灣））
亞子與文太的父親。曾在某次出差期間被狸貓的幻象作弄過。在動畫第5集因為身體不適，帶著文太至死神病院候診，並親自掏零錢讓當時的文太獨自去買飲料。孰料文太因為途中無意間聽見死神的會議，被死神群發現，文太連忙將浩二拖離死神病院才逃過一劫。
大空 和代（聲：前田愛（日本）；吳貴竹（台灣））
亞子與文太的母親。童年時期因緣際會踏入精靈的水域，與水精靈（聲：高山南（日本）；雷碧文（台灣））成為好友。其後因為念家，臨行前水精靈將含有自己靈魂的玻璃珠交與她保管，告訴和代只要玻璃珠還健在，倆人的心就會彼此相通；反之若是玻璃珠不慎破損，就會被水精靈奪走最寶貴的東西。至今她仍遵守著與水精靈之間的約定，珍藏著水精靈贈與她的玻璃珠。
小吉（聲：平田廣明）
大空家飼養的臘腸狗，吃飯時似乎不喜歡被抱。
大空浩二的弟弟（聲：小山力也（日本）；周學禮（台灣））
亞子和文太的叔叔，在亞子的印象中，是個任性且反覆無常，喜歡四處旅行的開朗男子。某日將來自埃及盧古索遺跡的碎石贈與亞子後，告訴後者他即將遠遊印度欣賞世界最美的滿月，卻在駐足印度的期間，遭草原上的狼群攻擊身亡。事發後，亞子從父親的手裡取得其生前遺留的護身布，當晚便見到擁有銳利雙眼的狼試圖撲向她，情急之下拿起護身布，令該匹狼消失在她的面前。
翌夜，其藉著護身布上的狼的力量，化成狼的幻影再次出現在亞子的面前，告訴亞子毋需因為他的死去而對旅行心生怯意，反而勉勵後者更應該藉著旅行累積經驗，他則會默默地守護對方，便自行前往另一個世界。事後亞子深受叔叔的話語感動，並期待將來能在印度的草原和叔叔的靈魂再度會面。 
佐久間家
麗子的哥哥（レイコのあに）　聲：阪口大助（日本）；蔣鐵城（台灣）
戴著眼鏡，髮型和亞子很類似，不過他的髮色是咖啡色。生前立志當小說家，還未能實踐自己的心願，便於三年前陪同家人至海邊遊玩的時候，不幸在海中溺水身亡。他的死去，也造成麗子與家人的隔閡。於動畫終章透過靈界通訊與麗子連絡，希望麗子能和家人回歸以往和陸的關係。
麗子的母親（レイコのははおや）　聲：土井美加（日本）；吳貴竹（台灣）
自從麗子的兄長死去後，因為無心的話語傷了麗子，從此和麗子關係趨於冷淡。其實內心深感後悔，也很關心麗子。
麗子的父親（レイコのちちおや）　聲：小杉十郎太（日本）；周學禮（台灣）
自從兒子身故之後，與家族的關係漸行漸遠。
麗子的奶奶（レイコのそぼ）　聲：麻生美代子
只在劇場版出場。
其餘角色
朝田健二
亞子與文太的父親的兒時玩伴，於多年前放學的途中，不慎失足落進池塘溺斃。後來當文太在池塘附近遭逢意外的時候，朝田暗地對文太伸出援手，解救文太的性命。
池上香織（聲：福圓美里（日本）；吳貴竹（台灣））
文太的同班同學，是個文靜乖巧的女孩，在前往夏日祭典的途中發生交通事故過世。當亞子和麗子不慎於舉辦試膽大會的神社墓地迷路的時候，香織以生前的型態顯靈於兩人的面前，指引後者回到起點和眾人會合。事後眾人透過文太的敘述，得知香織身故的實情，感慨之餘亦點起烟花緬懷她。香織則在旁悄悄地圍觀眾人並消逝在神社的境內。
境道夫　聲：高木禮子（日本）；吳貴竹（台灣）
小學生圍棋賽的前次亞軍，文太參加圍棋賽期間的對手。本人在開賽前因為發生車禍當場身亡，但是魂魄仍在不知情的狀態出席和陸續闖關至最終決賽，直至和伊藤弘（聲：阪口大助（日本）；蔣鐵城（台灣））進行決賽期間，因為身體變成半透明狀態和旁人轉述其發生車禍的新聞，才得知自己意外身亡的消息。最終在決賽得冠而圓願昇天，旁觀的文太等人亦在比賽尾聲為得冠昇天的道夫祝福勝利。
死神醫院的醫生　聲：中田讓治（日本）；蔣鐵城（台灣）
死神醫院的曾任醫師，居住在山櫻鎮高級公寓區。個性驕傲且自認醫術高超，深受病患信賴，但由於其總會任意宣判病患的壽限，導致病患原本該有的壽命都受到擾亂，比死神設定的壽限更早往生，令死神們感到困擾。最終死神長（聲：青野武（日本）；何志威（台灣））為此親自出面，現身至該名醫生面前宣讀他只剩三個月壽命，本人則在死神長宣判死期的三個月後如期死去。
天野婆婆　聲：雷碧文（台灣）
很照顧亞子的鄰近地區老婦人，已於七年前過身。在亞子偶然拾獲名為墨田信雄（聲：高塚正也（日本）；蔣鐵城（台灣））的男子的皮夾並尾隨後者抵達公寓31號房時，其以較年輕時的樣貌現身勸阻亞子，令其離開該間公寓將皮夾交給警察局，後來返回31號房的墨田便於當日傍晚和某位年輕女子發生爭執殺害對方。事後亞子致天野婆婆的靈前致意時，透過天野婆婆的子女口述始得知其現身保護她免於危險的真相。
汽車阿姨（聲：雨蘭咲木子（日本）；雷碧文（台灣））
徘徊在某處天橋上的女怨靈，由於兒子武生前死於交通事故的緣故，懷抱著極大的怨念驟逝而無法升天，只要有任何行人走近天橋，就無法從她的手中逃離。後來在遭遇亞子的時候，對其提出預測通過天橋下的車輛的數目，作為打賭的條件，並且在勝過亞子後試圖對其痛下殺手，此時武現身於兩人的面前，苦勸她不該為了他所遭遇的不幸而傷害其他無辜對象，最後母子倆在亞子的目送下前往極樂世界。
死神病院的幽靈少年（聲：下和田裕貴（日本）；雷碧文（台灣））
本名不詳，亞子於住院期間邂逅的少年，生前冀盼旅行，卻因為喉部手術失敗於醫院裡逝世。經常在深夜的時候邀請亞子陪同他至某處秘密森林裡遊玩，但隨著邀約頻率的增加，亞子的身體亦逐趨虛弱。後來在亞子欲與其再度踏進森林裡的時候，及時勸阻亞子不可跨過界線，便逕自消逝在樹林之中。事後亞子在身體復元後，獨自參訪少年生前所居住的病房和閱讀其遺留的旅行書籍，體會到後者寂寞卻渴望自由的心境，遂轉身離開死神病院並返家休息。
井邊的婆婆（聲：吳貴竹（台灣））
亞子等人探勘工地周圍的時候，現身於古井邊的老婆婆，向前來調查奇異傳聞的亞子等人講述她和某個家族的恩怨故事。久遠前，一位飽受繼母百般刁難的少女花子，為尋回失手掉進井裡的盤子，踏進井底世界而邂逅居於此處的婆婆，兩人在幾日期間培養出深厚的感情。婆婆於花子返家前，將自己珍藏的和服和飾品慷慨餽贈給對方。未料花子的繼母因為見到後者的衣飾和得知其奇遇而心生貪念，為了取得物資而要求自己的獨生女竹子踏進井裡侍奉婆婆，但竹子因不願侍奉婆婆而吃了閉門羹，最後繼母和竹子欲逃離井底的時候，被婆婆以大量的落石活埋在井底，婆婆則在向亞子等人說明事情的來龍去脈後隨之消失。
該故事原形取材自格林童話的故事荷勒太太（Frau Holle）`。
達實（聲：真殿光昭（日本）；蔣鐵城（台灣））
美知子老師大學時期的社團男性朋友。多年前，即將從大學畢業的達實帶著包含美知子在內的友人駕車夜遊兜風，並且在歸途中行駛至傳說中的幽靈隧道的時候，為了驗證傳聞的真實性，於該條隧道裡按下三次喇叭。孰知這項舉動，反而讓達實被忽然出現的蒼白雙手緊抓住雙腳而動彈不得，飽受驚嚇的美知子等人則連忙逃出車外，美知子的圍巾卻卡住了，她只好解開圍巾，把它丟在車上。他們跑到了隧道外，直至破曉才敢進去隧道堪察。當美知子等人再度踏進隧道的時候，達實已經連人帶車消失在隧道之中；於多年後，美知子發現河道旁的汽車墳場有輛跟達實的座車外觀相仿的汽車，懷疑該車是否為達實的車。就在美知子隨同學生們轉身離去的片刻，美知子聽見該輛座車再度傳出昔日的喇叭聲，鏡頭轉至車內時，裡面還有當初美知子留下的圍巾。

## 劇中知名地點
山櫻小學（やまざくら　しょうがっこう）
亞子、翔、玲子等人就讀的小學。有兩棟校舍分別坐落南方與北方。 
以前曾經是一座城堡。北校舍是古代城裡的監獄，故靈異現象頻傳，翔曾在此處拍到大量竄牆而出的幽靈手。 
體育館旁的女生廁所底下，埋著一位古代被殺害棄屍於陶甕中的公主，至今仍能聽到該名公主的呼救聲。 
深夜時分游泳池還會出現黑影將人拉下水；音樂教室還會在夜裡傳來鋼琴的聲音，裡面的畫像眼睛也會在夜裡透露不寒而慄的光芒；校園裡的人體模型也會在深夜活動（該人體模型還被拿去了心臟）。此外，若在滿月的深夜2點22分22秒望向手工室牆上的掛鐘，那麼望向掛鐘之人會被傳送至怪談餐廳。
山櫻神社（やまざくら　じんじゃ）
位於山櫻鎮的神社，此地樹林茂密，附近還有塊墳場，雄真正是在該神社先後發生神隱事件與舉辦試膽大會。另外亞子、翔、玲子前往此地參加廟祭時，還曾誤打誤撞經歷了一趟地獄遊。
老婆婆山（おばばやま）
位於山櫻神社的後山，在增設馬路之前道路崎嶇難行，此地於昭和初年曾經發生過靈異事件。
廢棄車墓場（くるまのはかば）
河岸邊的廢棄車集中所，在那堆廢棄車當中，還有一輛是美知子老師大學友人的愛車。
死神醫院（しにがみびょういん）
一家老舊的病院，病院內部駐紮著幾位死神，此地也是靈異現象頻傳的地方，亞子曾在此住院過。 
幽靈住宅區（ゆうれいだんち）
山櫻鎮上的某座住宅區。
怪談餐廳（かいだん　れすとらん）
一家看似被棄置的西餐館，也正是妖怪經理所經營的餐廳。此地即使白天也會發生靈異現象，但在晚上時就會開張營業。店裡的舊式電話甚至能夠進行靈界通訊，讓生者與亡者通話。

## 電視動畫

### 製作團隊
- 企劃 - 杉山登、關弘美
- 系列監督 - 池田洋子
- 系列構成 - 米村正二
- 角色設計 - 高橋晃
- 美術設計 - 渡邊佳人
- 色彩設計 - 辻田邦夫
- 音樂 - 高木洋
- 製作擔當 - 額賀康彥（第1話 - 第11話）、松坂一光（第11話 - 第23話）
- 製作人 - 今川朋美（第1話 - 第11話）、松久智治（第12話 - 第23話）、鷲尾天、淺間陽介（第1話 - 第11話）
- 協力製作 - 東映
- 製作 - 朝日電視台、東映動畫

### 主題歌
「Lost Boy」
作詞 - Naoki Takada / 作曲 - Naoki Takada & Shintaro "Growth"Izutsu / 編曲 - Shintaro "Growth"Izutsu / 歌 - SEAMO（Ariola Japan）

### 各話列表
每回主要分為「前菜」「主菜」「甜點」等章節。
| 話數 | 前菜                | 主菜                 | 甜點                 | 原作                 | 登場成員            | 播放日期        |
| ---- | ------------------- | -------------------- | -------------------- | -------------------- | ------------------- | --------------- |
| 1    | 怪談餐廳            | KIKIMORA人偶         | 消失的女孩           | 前菜： 主菜： 甜點： | 一目連              | 2009年 10月13日 |
| 2    | 貓咪上學記          | 池邊的小路           | 當比目魚吧！         | 前菜： 主菜： 甜點： | 貓妖                | 10月20日        |
| 3    | 那麼 再見           | 深夜裡的公主         | 雨夜的客人           | 前菜： 主菜： 甜點： | 幽靈小姐            | 10月27日        |
| 4    | 神隱                | 井底的老婆婆         | 白色的圍巾           | 前菜： 主菜： 甜點： | 河童                | 11月10日        |
| 5    | 眼睛會發光的狼      | 死神基拉             | 下一個就是你         | 前菜： 主菜： 甜點： | 死神                | 11月17日        |
| 6    | 恐怖的學校          | 山口的一幢房         | 壇子公主             | 前菜： 主菜： 甜點： | 機器金次郎          | 11月24日        |
| 7    | 汽車阿姨            | 小達                 | 那個世界傳來的鈴聲   | 前菜： 主菜： 甜點： | 阿菊人偶            | 12月1日         |
| 8    | 31號房間            | 不要回頭             | 列表機傳出咯吱咯吱聲 | 前菜： 主菜： 甜點： | 發條婆婆            | 12月8日         |
| 9    | 看到了自己的葬禮    | 水精靈的禮物         | 消失在摩洛哥的新娘   | 前菜： 主菜： 甜點： | 火球男孩            | 2010年 1月19日  |
| 10   | 青火邸宅            | 白色邸宅的少女       | 冥界的電話鈴聲       | 前菜： 主菜： 甜點： | 貘                  | 1月26日         |
| 11   | 誰的大衣？          | 幽靈宅邸             | 背上的手印           | 前菜： 主菜： 甜點： | 死神                | 2月2日          |
| 12   | 被調換的嬰兒        | 一起去吧！           | 食堂的被爐           | 前菜： 主菜： 甜點： | 一目連              | 2月16日         |
| 13   | 亡者道              | 漂浮在海面上的鏡子   | 丑時到了             | 前菜： 主菜： 甜點： | 幽靈小姐            | 2月23日         |
| 14   | -                   | 把我還給我           | 重播                 | 主菜： 甜點：        | 詛咒巫女&詛咒稻草人 | 3月2日          |
| 15   | 就是你              | 我一個人跳不動       | 空席                 | 前菜： 主菜： 甜點： | 貘                  | 3月9日          |
| 16   | 將心儀之人的頭髮... | 幽靈隧道             | 學校童子             | 前菜： 主菜： 甜點： | 機器金次郎          | 4月13日         |
| 17   | 測膽會              | 歡迎回家 老公        | 絕好手相             | 前菜： 主菜： 甜點： | 發條婆婆            | 4月20日         |
| 18   | 附身                | 投胎轉世             | 育子幽靈             | 前菜： 主菜： 甜點： | 河童                | 4月27日         |
| 19   | 彼岸之旅的指引      | 惡魔之窗             | 哭泣的吊鐘           | 前菜： 主菜： 甜點： | 閻魔大王            | 5月4日          |
| 20   | 預言電視機怪        | 噩夢的後續           | -                    | 前菜： 主菜：        | 火球男孩            | 5月11日         |
| 21   | 手                  | 暴風雨之夜           | -                    | 前菜： 主菜：        | 一目連              | 5月25日         |
| 22   | 另一位老師          | 便利店的詛咒商品     | -                    | 前菜： 主菜：        | 阿菊人偶            | 6月1日          |
| 23   | -                   | 怪談餐廳的第一位客人 | -                    | 主菜：               | 闇服務生            | 6月8日          |

### 土產
| 話數 | 作品               | 原作 |
| ---- | ------------------ | ---- |
| 1    |                    |      |
| 2    |                    |      |
| 3    |                    |      |
| 4    |                    |      |
| 5    |                    |      |
| 6    |                    |      |
| 7    |                    |      |
| 8    |                    |      |
| 9    |                    |      |
| 10   |                    |      |
| 11   |                    |      |
| 12   |                    |      |
| 13   | ja\|どくろのたたり |      |
| 14   |                    |      |
| 15   |                    |      |
| 16   |                    |      |
| 17   |                    |      |
| 18   |                    |      |

### 片尾彩蛋
| 話數 | 作品 | 原作 |
| ---- | ---- | ---- |
| 13   |      |      |
| 14   |      |      |
| 15   |      |      |

### 各話製作人員列表
| 話數 | 腳本            | 分鏡       | 演出              | 作畫監督            | 美術       |
| ---- | --------------- | ---------- | ----------------- | ------------------- | ---------- |
| 1    | 米村正二        | 池田洋子   | 芝田浩樹 細田雅弘 | 高橋晃              | 渡邊佳人   |
| 2    | 清水東 丸尾未步 | 角銅博之   | 角銅博之          | 今木宏明 直井正博   | 杦浦正一郎 |
| 3    | 村山功          | 畑野森生   | 畑野森生          | 大西陽一 石川修     | 鹿野良行   |
| 4    | 丸尾未步 清水東 | 細田雅弘   | 細田雅弘          | 小泉昇 小松こずえ   | 渡邊佳人   |
| 5    | 米村正二        | 芝田浩樹   | 芝田浩樹          | 梨澤孝司 竹田欣弘   | 德重賢     |
| 6    | 清水東          | 古賀豪     | 廣嶋秀樹          | 高橋晃              | 鹿野良行   |
| 7    | 村山功          | 佐佐木憲世 | 畑野森生          | 直井正博            | 渡邊佳人   |
| 8    | 丸尾未步        | 角銅博之   | 角銅博之          | 今木宏明            | 杦浦正一郎 |
| 9    | 米村正二        | 織本まきこ | 織本まきこ        | 大西陽一            | 渡邊佳人   |
| 10   | 米村正二        | 芝田浩樹   | 芝田浩樹          | 小松こずえ 梨澤孝司 | 德重賢     |
| 11   | 丸尾未步        | 細田雅弘   | 細田雅弘          | 小泉昇 直井正博     | 鹿野良行   |
| 12   | 清水東          | 池田洋子   | 池田洋子          | 高橋晃              | 渡邊佳人   |
| 13   | 村山功          | 角銅博之   | 角銅博之          | 今木宏明 小松こずえ | 渡邊佳人   |
| 14   | 米村正二        | 芝田浩樹   | 芝田浩樹          | 高橋晃              | 鹿野良行   |
| 15   | 清水東          | 細田雅弘   | 細田雅弘          | 直井正博            | 渡邊佳人   |
| 16   | 丸尾未步        | 角銅博之   | 角銅博之          | 石川修 小松こずえ   | 渡邊佳人   |
| 17   | 村山功          | 今澤哲男   | 今澤哲男          | 直井正博 梨澤孝司   | 石田勝則   |
| 18   | 米村正二        | 織本まきこ | 織本まきこ        | 大西陽一 今木宏明   | 渡邊佳人   |
| 19   | 米村正二        | 芝田浩樹   | 芝田浩樹          | 高橋晃              | 杦浦正一郎 |
| 20   | 緒方彩子        | 佐佐木憲世 | 廣嶋秀樹          | 梨澤孝司 小松こずえ | 渡邊佳人   |
| 21   | 清水東          | 角銅博之   | 角銅博之          | 石川修              | 德重賢     |
| 22   | 丸尾未步        | 細田雅弘   | 細田雅弘          | 直井正博 高橋晃     | 鹿野良行   |
| 23   | 米村正二        | 池田洋子   | 池田洋子          | 高橋晃              | 渡邊佳人   |

### 播放電視台
| 播放電視台    | 播放期間                      | 播放時間             | 播放系列                               | 備註         |
| ------------- | ----------------------------- | -------------------- | -------------------------------------- | ------------ |
| ANN全域網24局 | 2009年10月13日 - 2010年6月8日 | 星期二 19:30 - 19:54 | 朝日電視台系列                         | 同時網上放送 |
| 宮崎電視台    | 2010年7月2日 - 8月27日        | 星期五 15:29 - 15:54 | 富士電視網 全日本新聞網 朝日電視台系列 | 集中放送     |

### 節目變遷
| 日本 朝日電視台 星期二19:30-20:00節目 | 日本 朝日電視台 星期二19:30-20:00節目      | 日本 朝日電視台 星期二19:30-20:00節目 |
| ------------------------------------- | ------------------------------------------ | ------------------------------------- |
|                                       | 怪談餐館 （2009年10月13日 - 2010年6月8日） |                                       |
| 学べる!!ニュースショー!               | 數碼獸合體戰爭                             |                                       |

| 台灣 八大綜合台 星期五 22:00-23:00 | 台灣 八大綜合台 星期五 22:00-23:00              | 台灣 八大綜合台 星期五 22:00-23:00 |
| ---------------------------------- | ----------------------------------------------- | ---------------------------------- |
|                                    | 怪談餐廳 （2012.07.13 - 2012.09.28）            |                                    |
| 世界第一等 （ - 2012.07.06）       | 世界第一等 特輯 （2012.10.05 - ） 22:00 - 23:30 |                                    |

## 註解
1. ↑  テレビ朝日：火曜日午後７時台に新アニメ枠　「スティッチ！」と「怪談レストラン」[永久]

## 外部連結
- 怪談餐館官方網站（童心社） （页面存档备份，存于）（日語）
- 怪談餐館動畫官方網站（朝日電視台）（日語）
- 怪談餐館動畫製作官網（東映動畫） （页面存档备份，存于） （日語）